# 喬雅·福克斯

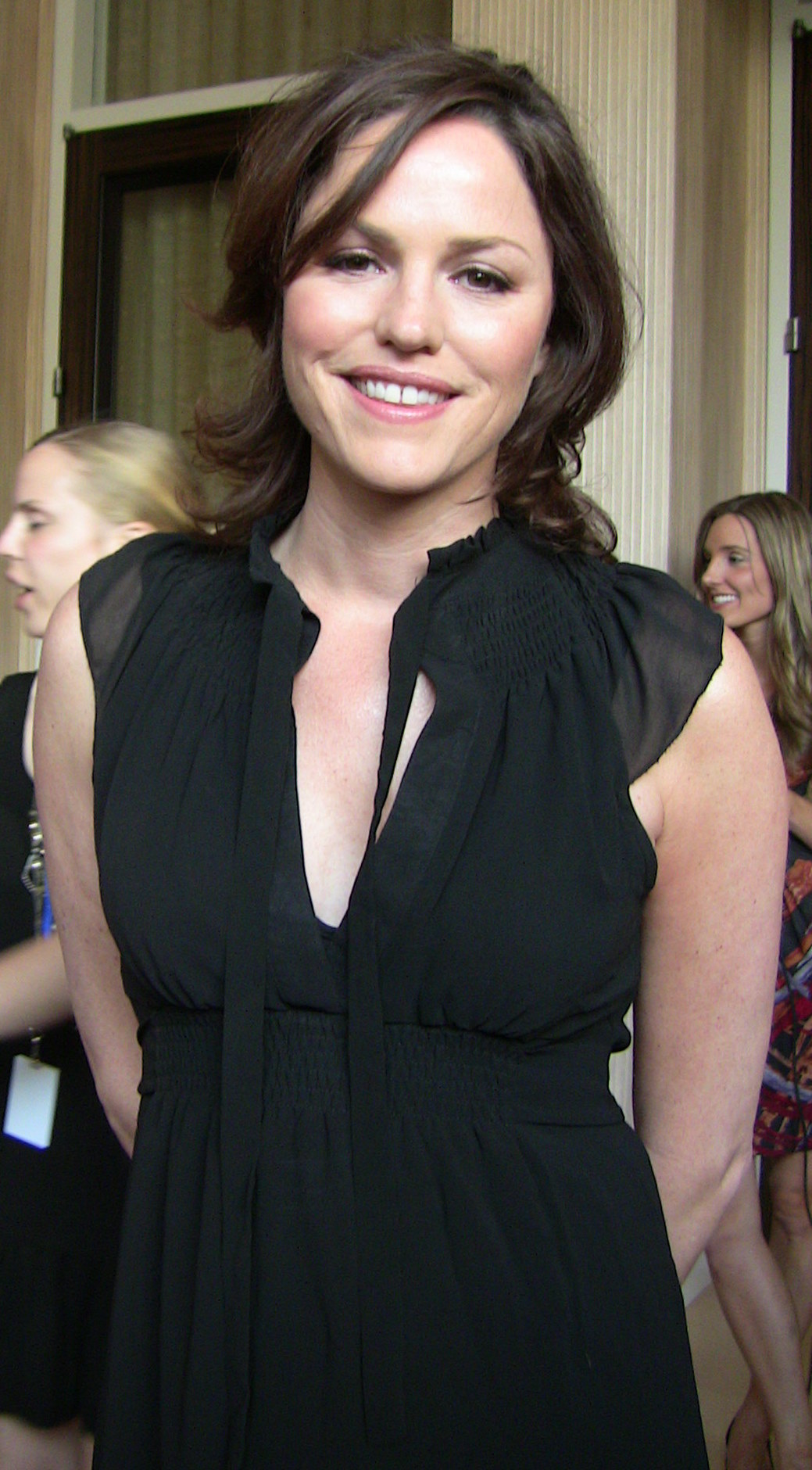
喬雅·福克斯

乔雅·安·福克斯（Jorja-An Fox，1968年7月7日—），出生于美国纽约，是一名美国演员。
乔雅在弗罗里达州墨尔本的堰洲岛长大，事实上她是跟随自己的家庭从加拿大移民而来，童年的乔雅曾经获得过一个模特比赛的冠军。 
在从墨尔本高中毕业后，她搬到了自己的出生地纽约开始自己的演员生涯。在成功出演了几部影片之后，1996年乔雅获得了在NBC的电视连续剧ER中出演角色的机会，扮演玛吉·多伊。这个角色最后成为了一个女同性恋者。乔雅的表演非常出色。
1999年，乔雅出演了电影《急速狂飙》，之后又在电影《秘密服务》中出演探员吉娜·托斯加诺。《記憶拼圖》中，她飾演主角李奧納多·薛爾比的愛妻。
之后的乔雅被《CSI犯罪现场》的剧组相中，出演萨拉·塞德斯。
乔雅是一名素食者。